# Marajó
Marajó (portugálul: Ilha de Marajó) Brazília legnagyobb szigete, az ország északi részén, az Amazonas torkolatában. Területe 47 961 km², ami megközelítőleg a Dominikai Köztársaság területének vagy fél Magyarországnyi területnek felel meg.
A sziget az Egyenlítőn fekszik. Lakossága mintegy 250 ezer fő. Székhelye és legnagyobb városa Breves, kb. 100 ezer lakossal. 
Marajó ÉK-i részét az Atlanti-óceán szegélyezi, de a szigetet minden irányból édesvíz veszi körül, az Amazonas hatalmas vízhozama miatt. 
Élővilága - benne madarakkal és krokodilokkal - nagyon gazdag, de ki van téve a decembertől júniusig tartó áradásoknak. Síkságai nagy részén szarvasmarhát és vízibivalyt tenyésztenek.

## Fordítás
Ez a szócikk részben vagy egészben  a   Marajó című angol Wikipédia-szócikk fordításán alapul.  Az eredeti cikk szerkesztőit annak laptörténete sorolja fel. Ez a jelzés csupán a megfogalmazás eredetét és a szerzői jogokat jelzi, nem szolgál a cikkben szereplő információk forrásmegjelöléseként.